# Susan Batson
Susan Batson est une actrice, auteur, coach d'acteurs et productrice américaine née le 27 février 1943 à Boston, Massachusetts.

## Biographie
Née en 1943, Susan Batson est diplômée du Emerson College,. Sa mère, Ruth Batson (née Watson), était une célèbre militante des droits civiques. Elle s'est formée auprès de Harold Clurman, Uta Hagen, ou encore Herbert Berghof au HB Studio, et auprès de Lee Strasberg. Coach d'acteurs à son tour, membre à vie de l'Actors Studio, elle a entraîné des actrices célèbres, dont Nicole Kidman et Juliette Binoche,
Batson a remporté le Obie Awards 1971. A Broadway, elle a joué dans George M ! (1968) et The Leaf People (1975) et a produit A Raisin in the Sun (2006).

## Filmographie

### Actrice
- 1969 : Gidget Grows Up (TV) : Diana
- 1970 : WUSA de Stuart Rosenberg : Teenaged Girl
- 1977 : L'Incroyable Hulk (The Incredible Hulk) (TV) : Mrs. Maier
- 1977 : Bande de flics (The Choirboys) : Sabrina
- 1978 : House Calls : Shirley
- 1978 : A Question of Love (TV)
- 1978 : Outside Chance (TV) : Mavis
- 1982 : Love Child : Brenda
- 1985 : Stone Pillow (TV) : Ruby
- 1993 : Quand Fred rit
- 1996 : Girl 6 : Acting Coach
- 1996 : Get on the Bus : Dr. Cook
- 1999 : Summer of Sam : Bed Stuy Woman Interviewed
- 2000 : The Very Black Show (Bamboozled) : Orchid Dothan
- 2005 : Everyone's Depressed : Annette

### Productrice
- 2001 : Barnone